# تشارلز لوكاس
تشارلز لوكاس (16 أبريل 1885 بوستمنستر في المملكة المتحدة - 4 أبريل 1967 في المملكة المتحدة) (بالإنجليزية: Charles Lucas)‏ هو لاعب كريكت بريطاني (وحمل سابقاً جنسية المملكة المتحدة لبريطانيا العظمى وأيرلندا).